# Werbetext
Der Werbetext bezeichnet den sprachlichen Inhalt eines Werbemittels im Unterschied zu seiner visuellen Gestaltung. Typische Elemente dieses sprachlichen Inhalts sind Überschriften (Headlines und Subheads), der Fließtext, der gelegentlich auch in Abgrenzung zur Headline als „Body Copy“ bezeichnet wird, Slogans, sowie Markennamen (Brands) und deren Ergänzung durch Claims. Da in der Kommunikations- und Werbebranche Anglizismen beliebt sind, werden auch im deutschen Sprachraum die englischen Bezeichnungen vorzugsweise oder zumindest parallel verwendet.

## Aufgaben
Zu den Aufgaben moderner Werbetexte gehört es nach Daniela Rorig, Geschichten zu erzählen (Storytelling), in denen das werbetreibende Unternehmen Haltung und Vertrauen transportiert; die von den Bildern geweckten Emotionen mit Botschaften zu verknüpfen; den Leserinnen, Lesern, Zuhörerinnen, Zuhörern zu signalisieren, dass sie die Botschaft etwas angeht; „mit Ideen, Witz und Verstand (zu) begeistern“; emotionale Benefits (Nutzen) nach vorne zu stellen und mit den Eigenschaften (Features) des beworbenen Produkts, der beworbenen Dienstleistung glaubwürdig zu verknüpfen. Dafür sind wertvolle Inhalte, eine kluge Struktur und die passende Tonality (Tonalität) erforderlich.

## Textformeln
In der Konzeption von Werbetexten und Werbemitteln allgemein haben sich bewährte Ablaufformeln herausgebildet. Die älteste ist das AIDA-Modell: Attention (Aufmerksamkeit) – Interest (Interesse) – Desire (Wunsch) – Action (Aktion). Werbemittel, z. B. Anzeigen, nach diesem Muster versuchen im ersten Schritt, das Publikum aufmerksam zu machen, im zweiten, ein Interesse zu wecken, im dritten, einen Wunsch zu adressieren, im vierten, zu einer Tat (z. B. einer Bestellung) aufzufordern.
Eine neuere Formel ist das 4P- oder PPPP-Modell: Picture (Bild) – Promise (Versprechen) – Proof (Beweis) – Push (Anstoß). Das Bild schafft eine Vorstellung davon, wie sich das Leben des Kunden verbessern kann. Das Versprechen hebt den Nutzen des Produkts für den Kunden hervor. Der Beweis belegt diesen Nutzen mit Fakten. Der Anstoß regt den Kunden zu einer Tat an. Bild und Versprechen werden zuweilen auch vertauscht. Das Modell ist nicht zu verwechseln mit dem 4P-Modell des Marketing-Mix.
Daniela Rorig empfiehlt die BELA-Formel: Belohnung – Empathie – Lösung – Aufforderung. Eine Startseite z. B. verspricht im ersten Schritt eine Belohnung, zeigt im zweiten Schritt Empathie mit der Kundschaft (z. B. indem sie deren Wunsch ausspricht, dann eine Hürde nennt und dann das Problem des Kunden beschreibt). Im dritten Schritt wird sachlich eine Lösung präsentiert. Zum Schluss eine Aufforderung zum nächsten praktischen Schritt, den der Kunde tun kann.